# Fed Cup 2008 Zona Americana
La Zona Americana (Americas Zone) è una delle 3 divisioni zonali nell'ambito della Fed Cup 2008. Essa è a sua volta suddivisa in due gruppi (Group I, Group II) formati rispettivamente da squadre inserite in tali gruppi in base ai risultati ottenuti l'anno precedente.

## Gruppo I
- Girone: Club Deportivo El Rodeo, Medellín, Colombia (Terra)
- Data: Settimana del 28 gennaio

Le sette squadre sono state divise in due gironi, un girone di quattro squadre (Pool A) e un girone di tre squadre (Pool B). I vincitori di ciascun pool giocano tra loro per accedere ai play-off e il vincitore passa al World Group II Play-off. Le nazioni classificate al terzo posto in ciascun girone giocano tra loro per non retrocedere al Gruppo II. La nazione classificata al quarto posto nel Pool A è retrocessa al Gruppo II.

### Pools
|   | Pool A           | BRA | PUR | PAR | URU |
| 1 | Brasile (3-0)    |     | 2-1 | 3-0 | 2-1 |
| 2 | Porto Rico (2-1) | 1-2 |     | 3-0 | 3-0 |
| 3 | Paraguay (1-2)   | 0-3 | 0-3 |     | 3-0 |
| 4 | Uruguay (0-3)    | 1-2 | 0-3 | 0-3 |     |

|   | Pool B         | COL | CAN | MEX |
| 1 | Colombia (2-0) |     | 2-1 | 3-0 |
| 2 | Canada (1-1)   | 1-2 |     | 3-0 |
| 3 | Messico (0-2)  | 0-3 | 0-3 |     |

### Play-offs
| Colombia 3 | Club Deportivo El Rodeo, Medellín, Colombia 2 febbraio 2008 Terra | Club Deportivo El Rodeo, Medellín, Colombia 2 febbraio 2008 Terra                  | Brasile 0 |     |     |  |
| \| \| \| \| 1 \| 2 \| 3 \| \| \| - \| \| ---------------------------------------------------------------------------------- \| --- \| --- \| --- \| \| \| 1 \| \| Mariana Duque Mariño Maria Fernanda Alves \| 7 5 \| 6 0 \| \| \| \| 2 \| \| Catalina Castaño Teliana Pereira \| 6 2 \| 5 7 \| 6 3 \| \| \| 3 \| \| Viky Nuñez Fuentes / Mariana Duque Mariño Ana Clara Duarte / Fernanda Hermenegildo \| 6 2 \| 2 6 \| 6 4 \| \| |                                                                   |                                                                                    |           |     |     |  |
| |                                                                   |                                                                                    | 1         | 2   | 3   |  |
| 1 | Colombia (bandiera) · Brasile (bandiera)                          | Mariana Duque Mariño Maria Fernanda Alves                                          | 7 5       | 6 0 |     |  |
| 2 | Colombia (bandiera) · Brasile (bandiera)                          | Catalina Castaño Teliana Pereira                                                   | 6 2       | 5 7 | 6 3 |  |
| 3 | Colombia (bandiera) · Brasile (bandiera)                          | Viky Nuñez Fuentes / Mariana Duque Mariño Ana Clara Duarte / Fernanda Hermenegildo | 6 2       | 2 6 | 6 4 |  |

- Colombia promossa al World Group II Playoffs.

| Località      | Squadra vincente | Punteggio | Squadra perdente |
| ------------- | ---------------- | --------- | ---------------- |
| 3°/4°         | Canada           | 3-0       | Porto Rico       |
| Retrocessione | Paraguay         | 3-0       | Messico          |

- Messico e Uruguay retrocesse al Gruppo II della Fed Cup 2009.

## Gruppo II
- Girone: Country Club Cochabamba, Cochabamba, Bolivia (Terra)
- Data: 23-26 aprile

### Pools
|   | Pool A       | CHI | CUB | PAN |
| 1 | Cile (2-0)   |     | 2-1 | 3-0 |
| 2 | Cuba (1-1)   | 1-2 |     | 3-0 |
| 3 | Panama (0-2) | 0-3 | 0-3 |     |

|   | Pool B         | BOL | ECU | HON |
| 1 | Bolivia (2-0)  |     | 3-0 | 3-0 |
| 2 | Ecuador (1-1)  | 0-3 |     | 3-0 |
| 3 | Honduras (0-2) | 0-3 | 0-3 |     |

|   | Pool C          | VEN | GUA | BAR |
| 1 | Venezuela (2-0) |     | 2-1 | 3-0 |
| 2 | Guatemala (1-1) | 1-2 |     | 3-0 |
| 3 | Barbados (0-2)  | 0-3 | 0-3 |     |

|   | Pool D                  | BAH | DOM | TRI | BER |
| 1 | Bahamas (3-0)           |     | 3-0 | 2-1 | 3-0 |
| 2 | Rep. Dominicana (2-1)   | 0-3 |     | 3-0 | 3-0 |
| 3 | Trinidad e Tobago (1-2) | 1-2 | 0-3 |     | 3-0 |
| 4 | Bermuda (0-3)           | 0-3 | 0-3 | 0-3 |     |

### Play-offs
| Località   | Squadra vincente | Punteggio | Squadra perdente  |
| ---------- | ---------------- | --------- | ----------------- |
| Promozione | Bahamas          | 2-1       | Bolivia           |
| Promozione | Venezuela        | 2-1       | Cile              |
| 5°-8°      | Cuba             | 2-1       | Guatemala         |
| 5°-8°      | Ecuador          | 3-0       | Rep. Dominicana   |
| 9°-12°     | Panama           | 2-1       | Barbados          |
| 9°-12°     | Honduras         | 2-1       | Trinidad e Tobago |

- Bahamas e Venezuela promossa al Gruppo I della Fed Cup 2009.